# Попо
Попо је био лужичкосрпски кнез од почетка 10. века па до 932. године.
Наследио је Драгомира. У 10. веку су се словенска племена борила против Франачке, али их је ипак Франачка освојила. Хиљаде Срба су били истребљени, њихова села и градови су били уништени. 929. године је немачки краљ Хенри I Птичар је освојио суседе Срба, Хавељане, Нижиће, Гломаче и Чехове. Гломаче први пут није освојио, због тога су Гломачи позвали мађарску племићку војску. Немачки краљ је од тада појачао феудалне области. Упад мађарске војске је зависио од судбине словенских племена на Лабу. Још на сабору у Вормсу и Мајнцу немачко племство се спремало за освајачки рат. 928. године је Немачки краљ без повода напао Стодоране уз Хавел и убрзо затим 929. године племе Гломача. Њихов главни град Гану су опседали 20 дана. Након двадесет и једне опсаде града Хавељана, одрасло становништво је скоро било убијено, а деца су постајали робови. У истој години Хенри је основао тврђаву код Мајсена, која би требало да помогне против Срба. Ови напади су сломили српску војну силу најачег српског племена више од 70 година, које се храбро бранило против франачко-немачких освајача. После тога Хенрик је напао Праг и потчинио чешке кнежеве под немачку власт. У то време вероватно је освојио и племе Њижића које је било настањено око данашњег града Дрездана. Лужичани и Милчани су 932. године примили тежак пораз од Хенрија из правца Мајсена, Хенрик је дуго опседао јако племенско седиште Лужичана Љубушу (Liubusua) па га је и спалио, али он им је дао да бирају да ли ће све да их убије или да их води у ропство и од тада су Лужичани и Милчани постали део Саксоније.